# 琵琶形銅剣

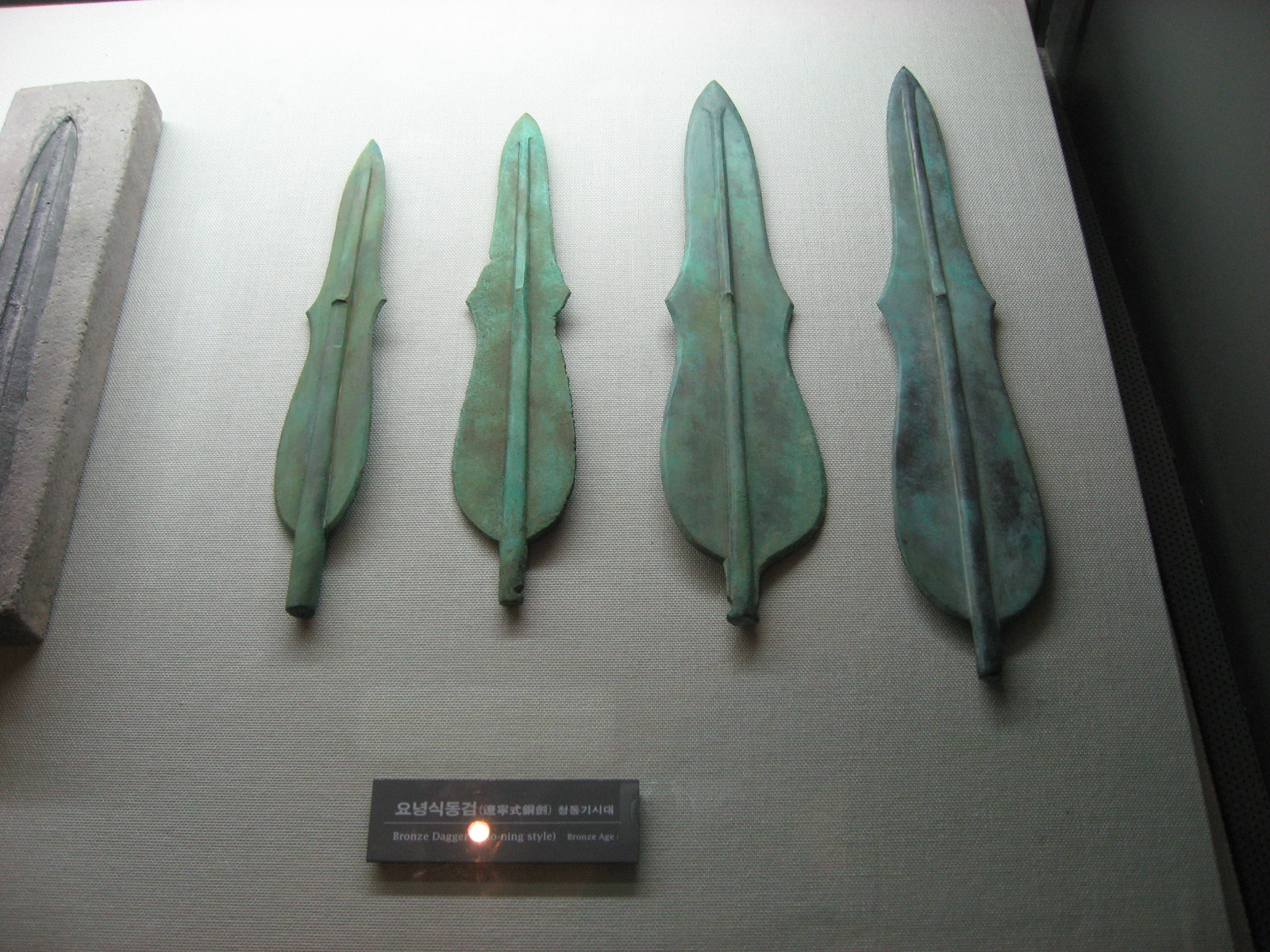
ソウル特別市にある戦争記念館で展示される琵琶形銅剣。キャプションでは遼寧式銅剣となっている。

琵琶形銅剣の分布

琵琶形銅剣（びわがたどうけん）は、青銅器の一種である。遼寧式銅剣（りょうねいしきどうけん）ともいう。
満州から朝鮮半島、遼寧地方にかけて出土している銅剣。最も古いものは夏家店上層文化の遺跡から発見され、遼西地域の小黒石溝の石郭墓で西周後期の青銅器と共伴したものは、紀元前9世紀頃に比定されている。朝鮮半島からの出土は紀元前7世紀前後からである。
韓国国定国史教科書では琵琶形銅剣と北方式支石墓、美松里式土器が一緒に出土される地域を古朝鮮の勢力圏として教えている。一方、国家が形成されるには青銅器時代が必要であるが、中国東北部の青銅器時代の典型的遺物である琵琶形銅剣、シャムシール、美松里式土器の使用開始年代と、中国東北部の青銅器が朝鮮半島へと伝播したタイムラグから推定される古朝鮮の建国年代の時間的隔たりなどから、朝鮮古代史学界の権威である盧泰敦（朝鮮語: 노태돈、ソウル大学）や盧泰敦の弟子の宋鎬晸（朝鮮語: 송호정、韓国教員大学）などは、琵琶形銅剣と古朝鮮との関係性を否定している。宋鎬晸は、種族の分布や文化圏を政治的領域と解釈するべきではないとし、琵琶形銅剣の分布地域は古朝鮮の領域という先入観を捨てねばならず、遼東を越えて古朝鮮の勢力圏を設定することは歴史史料および考古学史料に合致しないと主張している。